# Chiesa Grande (Alkmaar)
La chiesa grande di San Lorenzo (in olandese Grote of Sint-Laurenskerk) è il principale luogo di culto calvinista della città di Alkmaar, nei Paesi Bassi.
La chiesa, dedicata a san Lorenzo, rappresenta uno dei maggiori esempi dell'architettura gotica del Paese.

## Storia
La chiesa venne eretta come testimonianza della ricchezza raggiunta dalla città nel XV secolo. Il progetto venne disegnato intorno al 1470 dall'architetto Andries I, della celebre famiglia di costruttori fiamminghi dei Keldermans. Tuttavia ad occuparsi dei lavori fu il figlio, Antoon il Vecchio, che la portò a compimento nel 1518.
Nel 1572 la chiesa viene convertita al culto protestante. 
Venne interamente restaurata con una campagna di lunghi lavori terminati nel 1996.

## Descrizione

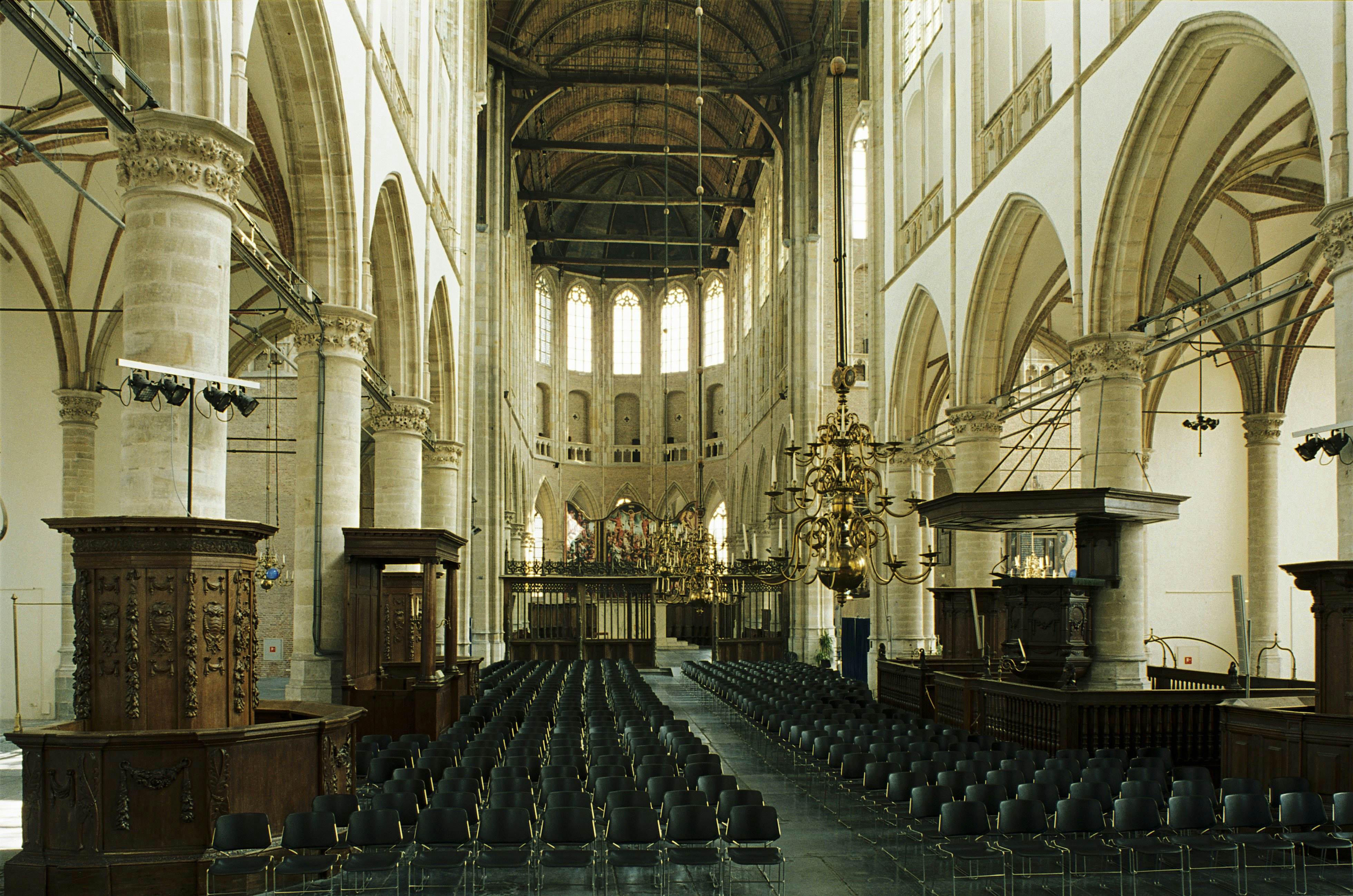
L'interno

L'edificio si presenta come una massiccia massa in pietra bianca lunga 82. Risente dell'influenza dei canoni dello stile gotico brabantino importati dai maestri fiamminghi.
L'interno, con transetto e coro a deambulatorio, è diviso in tre navate da pilastri cilindrici sorreggenti le strutture del finto triforio e del cleristorio. La copertura è con volte lignee a botte alte 35 metri.
Attraverso una pregevole cancellata tardo gotica si entra nel coro dove è la tomba lignea del conte Fiorenzo V d'Olanda, assassinato nel 1296 per volere di Edoardo I d'Inghilterra e Guido di Dampierre facendone un eroe nazionale.

### Gran Vetrata
La chiesa presenta la più grande vetrata dell'Europa continentale, larga 6 metri e alta 23. 
Il 6 Ottobre 2023,  dopo 505 anni dalla sua creazione e in concomitanza con il 450º anniversario dell'insurrezione della città contro gli spagnoli, il motivo della vetrata è stata interamente rivisitato dall'artista Fiona Tan.

### Grand'Organo
In controfacciata è il Grand'organo con l'imponente cassa del 1641-43 disegnata da Jacob van Campen e ante dipinte da Caesar van Everdingen con il Trionfo di Saulo dopo la vittoria di Davide su Golia. Lo strumento venne costruito inizialmente da Germer Galtus e Jacobus Galtus van Hagerbeer tra il 1638 e il 1645. Poi ricostruito e completato nel 1723-25, dall'organaro tedesco Franz Caspar Schnitger.

## Opere d'arte

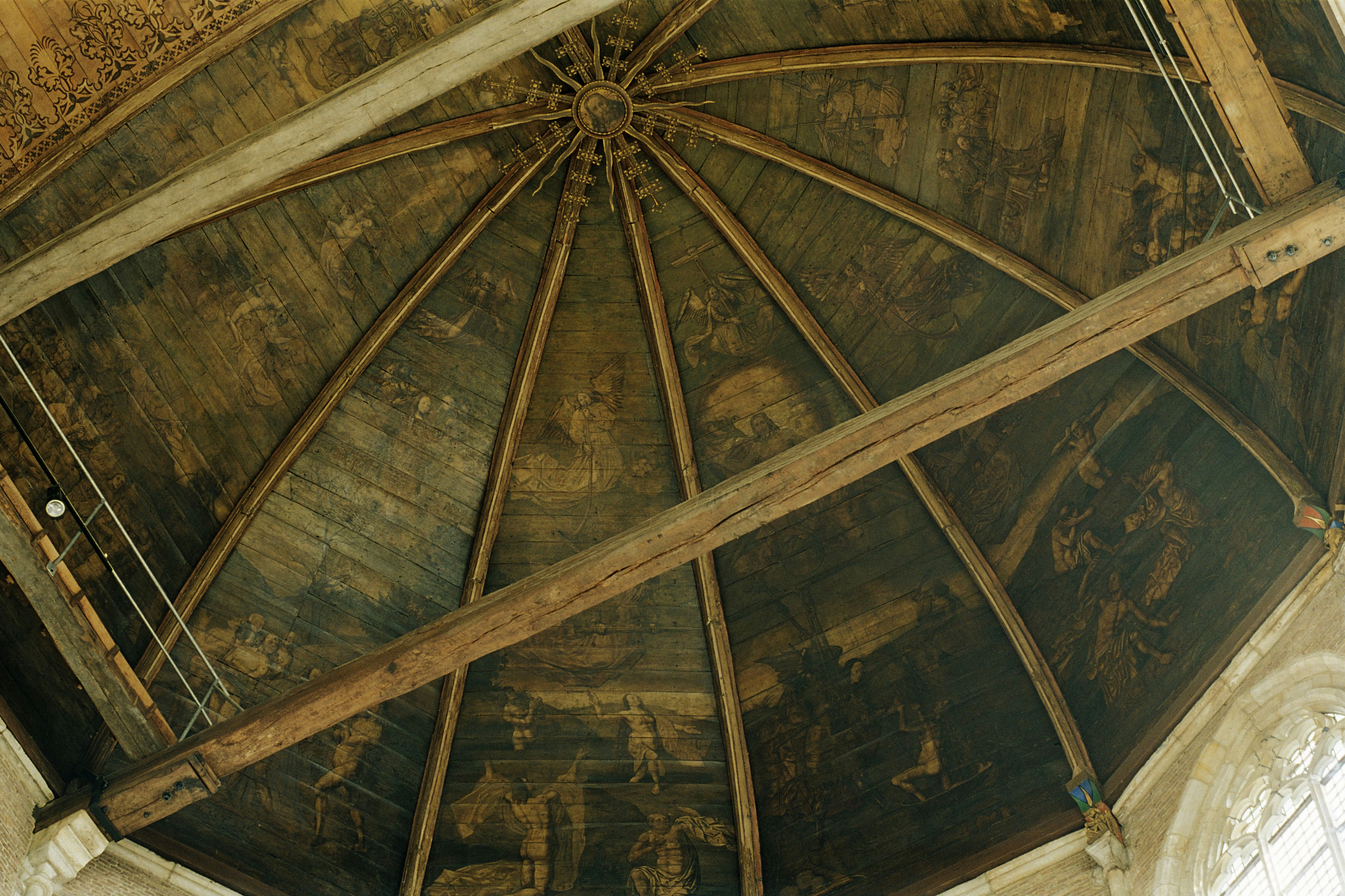
La volta del coro col Giudizio universale del 1518-19

Nell'interno sono conservate numerose opere d'arte:
- Fonte battesimale del 1605,
- Pulpito del 1665,
- Tombe di banchieri e personaggi cittadini illustri, del XVII-XVIII secolo.

Nel coro:
- Stalli lignei tardo gotici,
- Piccolo Organo del XVI secolo,
- Pannelli del Giudizio universale nella volta lignea absidale, opere fiamminghe eseguite nel 1518-19 da Cornelis Buijs il Vecchio e Jacob van Oostsanen,
- Altare di San lorenzo, l'originale, eseguito da Maarten van Heemskerck, venne venduto al Duomo di Linköping in Svezia, venne rimpiazzato da una copia.
- Reliquiario del Santo Sangue, opera in oro con 24 diamanti del 1897 esponente la reliquia del miracolo eucaristico di Alkmaar.

## Galleria d'immagini

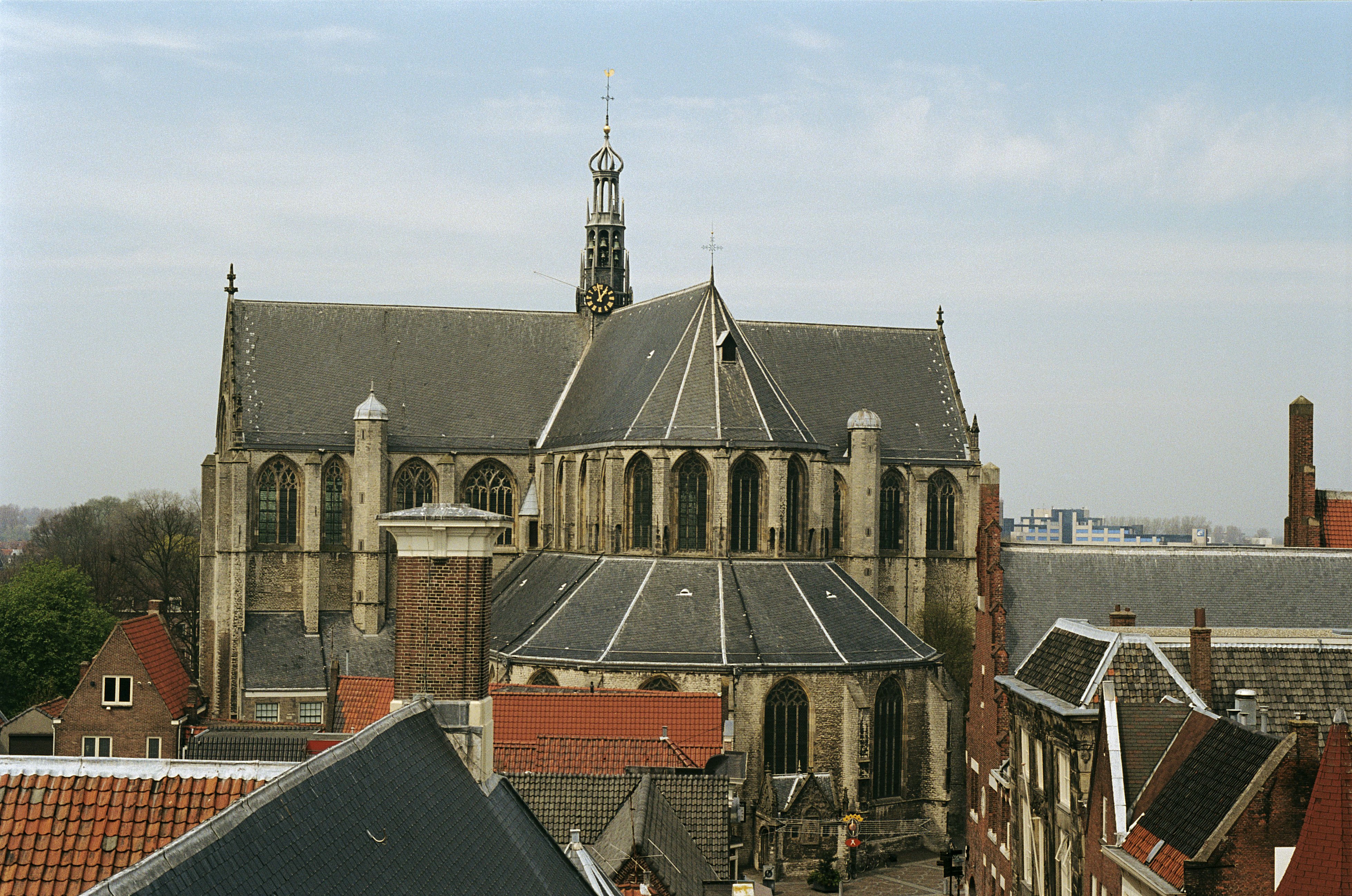
Veduta esterna
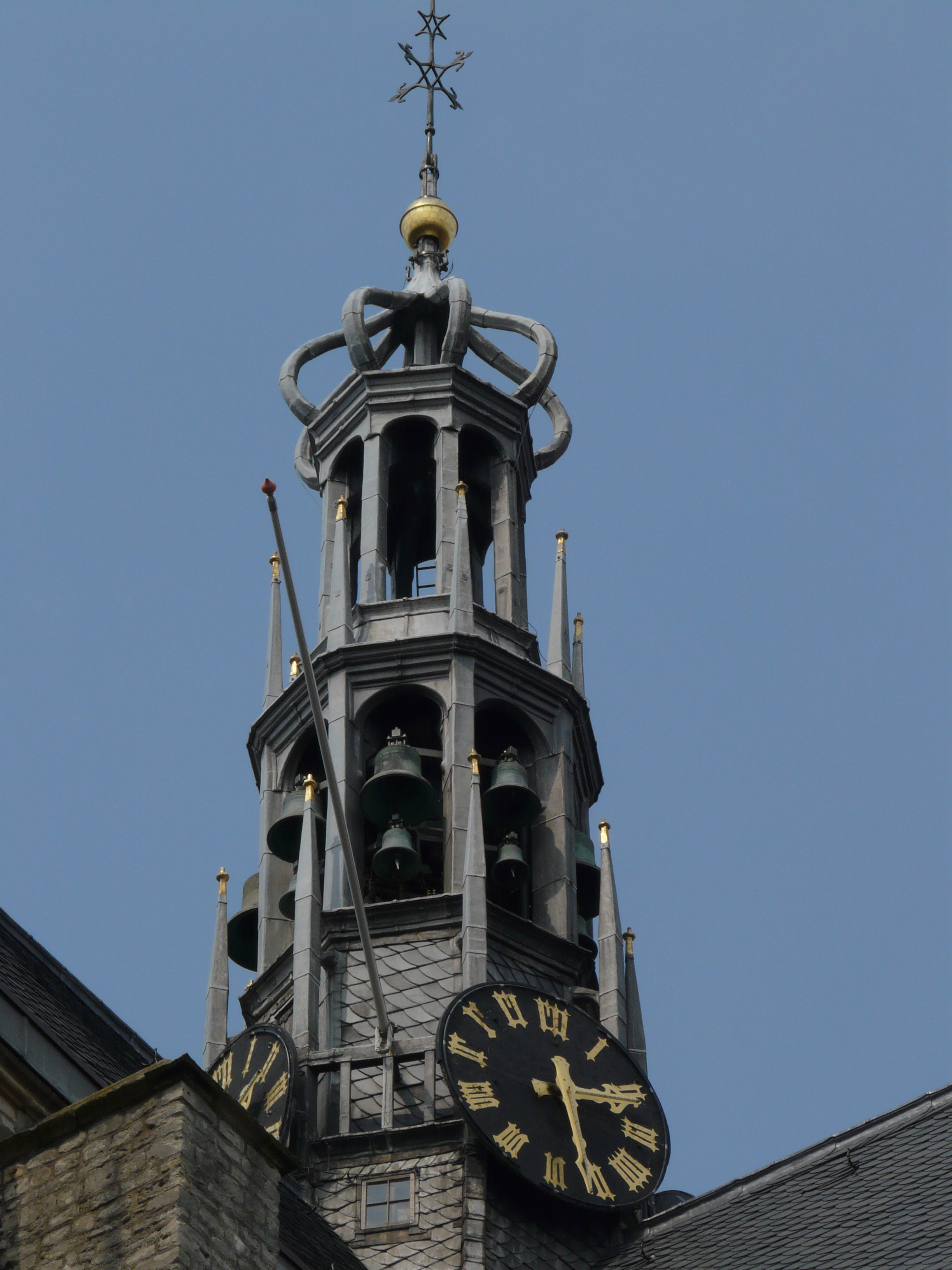
La guglia sulla crociera
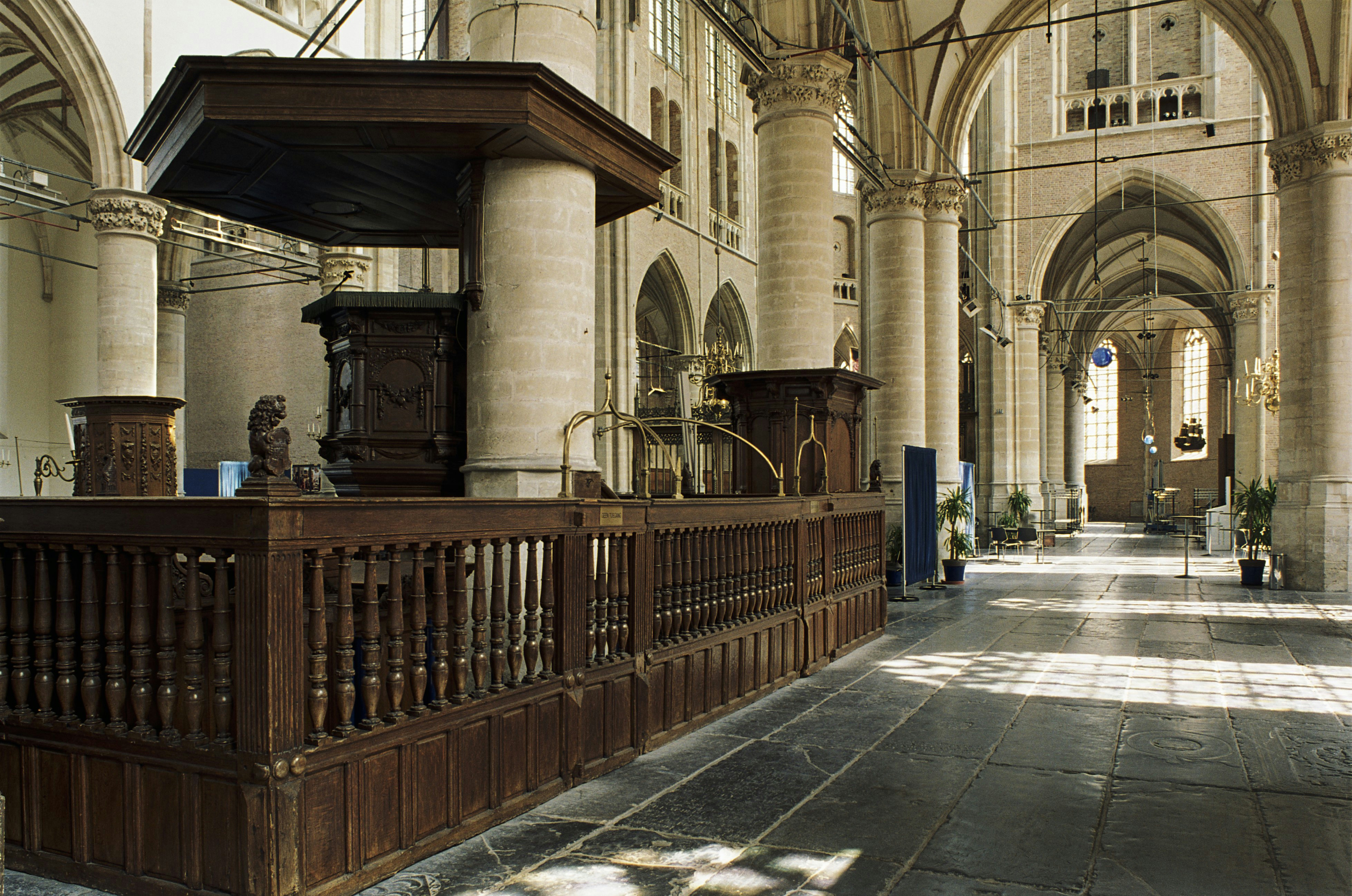
Il pulpito
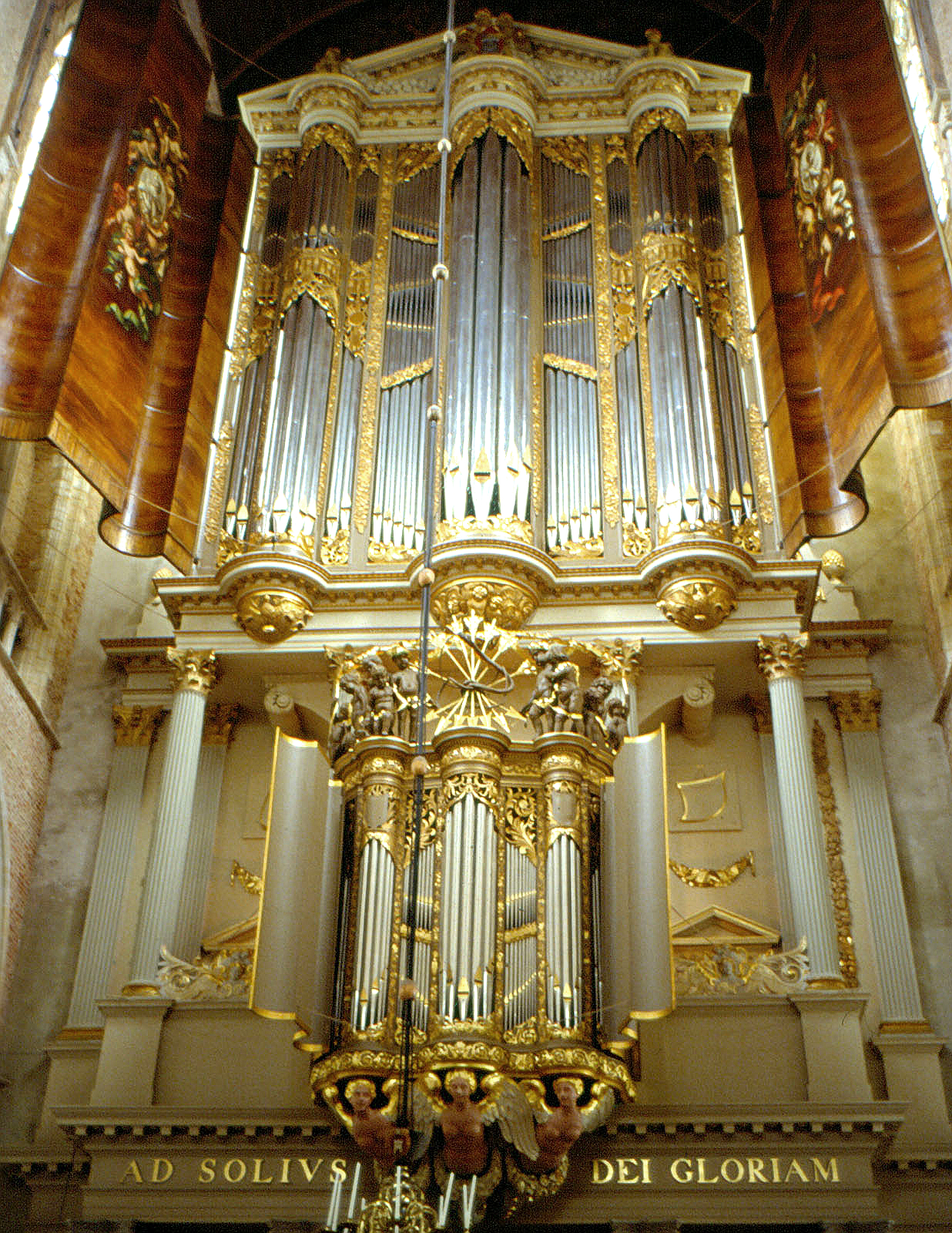
Il grand'organo barocco